# Neoseiulus kennetti
Neoseiulus kennetti är en spindeldjursart som först beskrevs av Schuster och Pritchard 1963.  Neoseiulus kennetti ingår i släktet Neoseiulus och familjen Phytoseiidae. Inga underarter finns listade i Catalogue of Life.